# Teatro Principal (Palencia)
El Teatro Principal de Palencia es un espacio teatral situado en la calle Burgos, número 3, de Palencia, España.

## Historia
A principios del siglo XIX se construyó el teatro al estilo de los teatros italianos de finales del siglo XVIII. Se inicia con los fondos públicos y el préstamo de Francisco Ibarguen Goitia, al que habrá que pagarle una renta hasta liquidar el préstamo.
En 1826 sufre un incendio que estropea todo el edificio, quedando únicamente los muros. En 1831, por orden del gobernador civil, se redactó un proyecto de reconstrucción, siendo su autor el arquitecto municipal Martín de Meabe. Posteriormente, Francisco Echanove y Guinea redacta un nuevo proyecto. Las obras se adjudicaron al maestro alarife Pablo Espinosa. La pintura y la decoración se le encargó a Ángel Repico y José Hernández Huerta, ambos de Valladolid.  Diego Bahamonte, maestro escultor, fue el responsable de la realización del arco de embocadura. Este nuevo teatro fue inaugurado el 2 de julio de 1837.
Hoy es un referente importante en la vida cultural de la ciudad de Palencia. Su aforo es de 420 localidades.